# Schicha Dar
Der Schicha Dar (persisch شیخا دار, kurmandschi کیخی درێ) ist ein Berg im Zāgros-Gebirge in der autonomen Region Kurdistan im Irak. Mit einer Höhe von 3611 Metern ist er der höchste Punkt des Landes. Über seinen Kamm verläuft die Grenze zum Iran. 